# Château de Sedan
Le château de Sedan ou château-haut est un ancien château fort du XVe siècle, maintes fois agrandi et adapté au progrès des armes, qui se dresse 
sur la commune française de Sedan dans le département des Ardennes, en région Grand Est.
Il a été élu « Monument préféré des Français » le 13 septembre 2023 dans l'émission de Stéphane Bern.
Le château-haut, y compris ses quatre bastions, fait l’objet d’un classement au titre des monuments historiques par arrêté du 4 janvier 1965.

## Localisation
Le château est situé à Sedan sur un promontoire en bordure de Meuse autrefois flanqué de deux ruisseaux, le Bièvre et le Vra, dans le département français des Ardennes.

## Historique

### Création et agrandissements successifs par les seigneurs et princes de Sedan

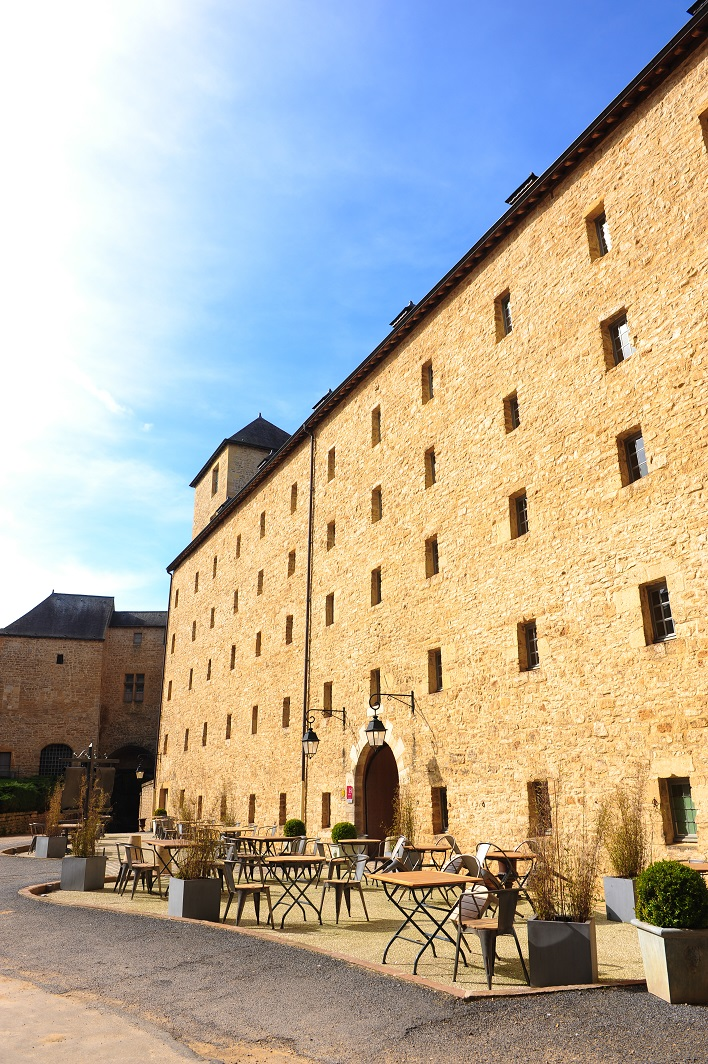
L'hôtel du château.

À l'origine du site se trouve un prieuré bénédictin dépendant de l'abbaye de Mouzon : le prieuré Saint-Martin dont on peut voir les assises dans la cour du château. Ce prieuré est mentionné en 1306. Évrard II de La Marck-Arenberg prend possession du site en 1424 par l'intermédiaire de son beau-frère Louis de Braquemont, apportant à ce dernier la dot que son père (Guillaume de Braquemont) n'a jamais fourni. Il décida de construire un château de plan sensiblement triangulaire autour de l'église devenue chapelle castrale. Les fouilles ont montré que cette église avait dû être fondée au XIe siècle.
Vers 1424, Évrard II de La Marck-Arenberg fait bâtir en six ans un manoir avec deux tours jumelles autour d'une église, un donjon résidentiel rectangulaire qui faisait déjà partie du prieuré et une tour ronde à l'ouest qui a été agrandie plus tard pour devenir la « Grosse tour ». Les tours jumelles servant d'entrée au château étaient protégées par un châtelet constitué de deux petites tours rondes et d'une échauguette. Le plan de ce premier château peut paraître archaïque pour l'époque de sa construction et n'a pas encore vraiment pris en compte la défense contre l'artillerie.
Lorsque Evrard meurt en 1440, son fils Jean de La Marck entreprend le renforcement de la forteresse,. Mais c'est Robert II de La Marck, le petit-fils de Jean, qui réalisera les travaux les plus importants. En 1495, le siège de la place par l'archiduc Maximilien est un échec, tout comme celui mené par Charles Quint en 1521. En 1530, les fortifications du manoir sont modernisées par la construction du boulevard circulaire. Le logis princier est construit sur 100 mètres le long du rempart côté ville à partir de 1530. Le pavillon Renaissance dans le style de Philibert Delorme a été construit pour Robert IV de La Marck et son épouse Françoise de Brézé. Le logis du Gouverneur est édifié en 1536.
Vers 1550 sont créées les terrasses à canons par remplissage en terre, entre les remparts et une nouvelle muraille prise sur la basse cour, augmentant l'épaisseur des courtines de 4,50 à 26 m, jusqu'à un niveau égal à ceux dominant le site. Dix-huit petits logis pour la troupe ont été créés dans ce remplissage.
À partir de 1553 commence l'édification de deux bastions triangulaires sur le front nord-est, celui du Gouverneur terminé en 1557, et le bastion Fourchu en 1559. En 1572 ont été livrés les deux autres bastions, celui des Dames et le bastion du Roy. Au milieu du XVIe siècle, le château occupait une superficie de 10 000 m2. Sa puissance découragera Charles Quint et Henri II accorde aux seigneurs de La Mark le titre de princes souverains.
Des ouvrages à cornes ont été ajoutés à l'avant des bastions mais certains furent dynamités à la fin du XIXe siècle.
Les archives permettent de nommer les ingénieurs ayant participé à la dernière campagne de construction des défenses de Sedan : Marin Fourre, qui est le concepteur initial, puis, en 1577, le Ferrarais Marc-Aurèle Pazin ou Marco Aurelio de Pasino, probablement l'auteur des « boulverts » et des bastions de l'enceinte urbaine, et enfin, après 1585, Jean Errard, de Bar-le-Duc. En 1606, la place assiégée par Henri IV doit se rendre.
Le maréchal Turenne y naît en 1611.
La principauté de Sedan est absorbée par la France après la bataille de la Marfée (1641) et à la suite de l'échec d'une nouvelle conspiration contre Richelieu menée par Cinq-Mars en 1642. Le dernier prince de Sedan Frédéric-Maurice de La Tour d'Auvergne est contraint de remettre le château à Louis XIII qui le fait emprisonner, puis remettre la principauté par traité en septembre 1642,.

### Propriété du royaume de France puis de l'État

Château de Sedan (1714)

Le maréchal Fabert, messin de naissance, fut le premier gouverneur de Sedan pour le roi de France à la suite du rattachement de la principauté à la France. En 1650, il fit construire les magasins Fabert, accueillant aujourd'hui l'hôtel du château.
Le château est transformé en garnison. En 1699, Vauban fait construire la porte « des Princes », adaptée aux progrès de l'artillerie. Il s'agit de la seule intervention de ce célèbre architecte, ce qui a laissé penser que la forteresse était de qualité. Elle occupe alors une surface de 35 000 m2 sur sept niveaux.
Lorsque Napoléon Bonaparte visite le château, en 1803, il fait transférer à Paris la collection d'armures des princes de Sedan à Paris. Certaines se trouvent aujourd'hui exposées au musée de l'Armée.
En 1822, l'église Saint-Martin est démolie pour installer un parc à boulets. Une plateforme d'artillerie est créée, en 1828, au sommet des tours jumelles.
Encerclée par les armées prussienne et saxonne, le 1er septembre 1870 lors de la Bataille de Sedan, l'armée du camp de Châlons est défaite. Napoléon III fait hisser sur le château fort le drapeau blanc demandant la fin des hostilités. L'acte de capitulation est signé au château de Bellevue entre Frénois et Glaire,.
Des essais de dynamite sont menés sur le bastion du Gouverneur en 1873. Autrefois le plus vaste du château-fort, ce bastion est aujourd'hui largement éventré.
Durant la Grande Guerre, de janvier 1917 à novembre 1918, la citadelle sert de camp d'internement pour des milliers de civils résistants français et belges condamnés aux travaux forcés par les autorités allemandes. Localement surnommé "le Bagne", le nombre de morts y est incertain mais dépasse vraisemblablement le millier et probablement sensiblement plus, préfigurant les camps d'extermination de la Seconde Guerre mondiale.

### Propriété de la ville de Sedan
Cédé par l’armée française à la ville en 1962, le château fait l’objet de plusieurs campagnes de restauration.
Le château devient un des principaux sites touristiques des Ardennes. Il loge un temps l'office de tourisme de la ville, qui est ensuite déplacé dans un traversant reliant la rue du Ménil au Promenoir des prêtres présent au pied du château. Le château abrite également le musée municipal où se trouve depuis le printemps 2012, une maquette de la ville au XIXe siècle, due en grande partie à Jean-Jacques Dromby. Une des salles du musée est dédiée à la guerre de 1870 et expose une riche collection de casques prussiens et autres armes, ainsi que l'esquisse du panorama de Sedan par Louis Braun.
Un hôtel et un restaurant sont aménagés au sein de l'enceinte, avec le concours du groupe privé Hôtels et Patrimoine. Le but est de contribuer au développement touristique local, et de revitaliser le centre-ville, situé au pied de l'édifice, en faisant bénéficier les touristes de possibilités de séjours au sein de « l’entité patrimoniale la plus emblématique ».
Lors des rafales de vent (jusqu'à 110 km/h) dues aux orages du 14 juillet 2010, la large toiture côté sud s'envole en partie et atterrit à l'emplacement où se tient habituellement le spectacle de fauconnerie (haute-cour, ruines du prieuré Saint Martin) dont c'était le jour de relâche. Les collections du château, en partie conservées dans les combles de l'édifice, furent en grande partie sauvées grâce à l'aide spontanée du personnel du château et de bénévoles. La nouvelle toiture fut achevée pour la saison touristique 2012.

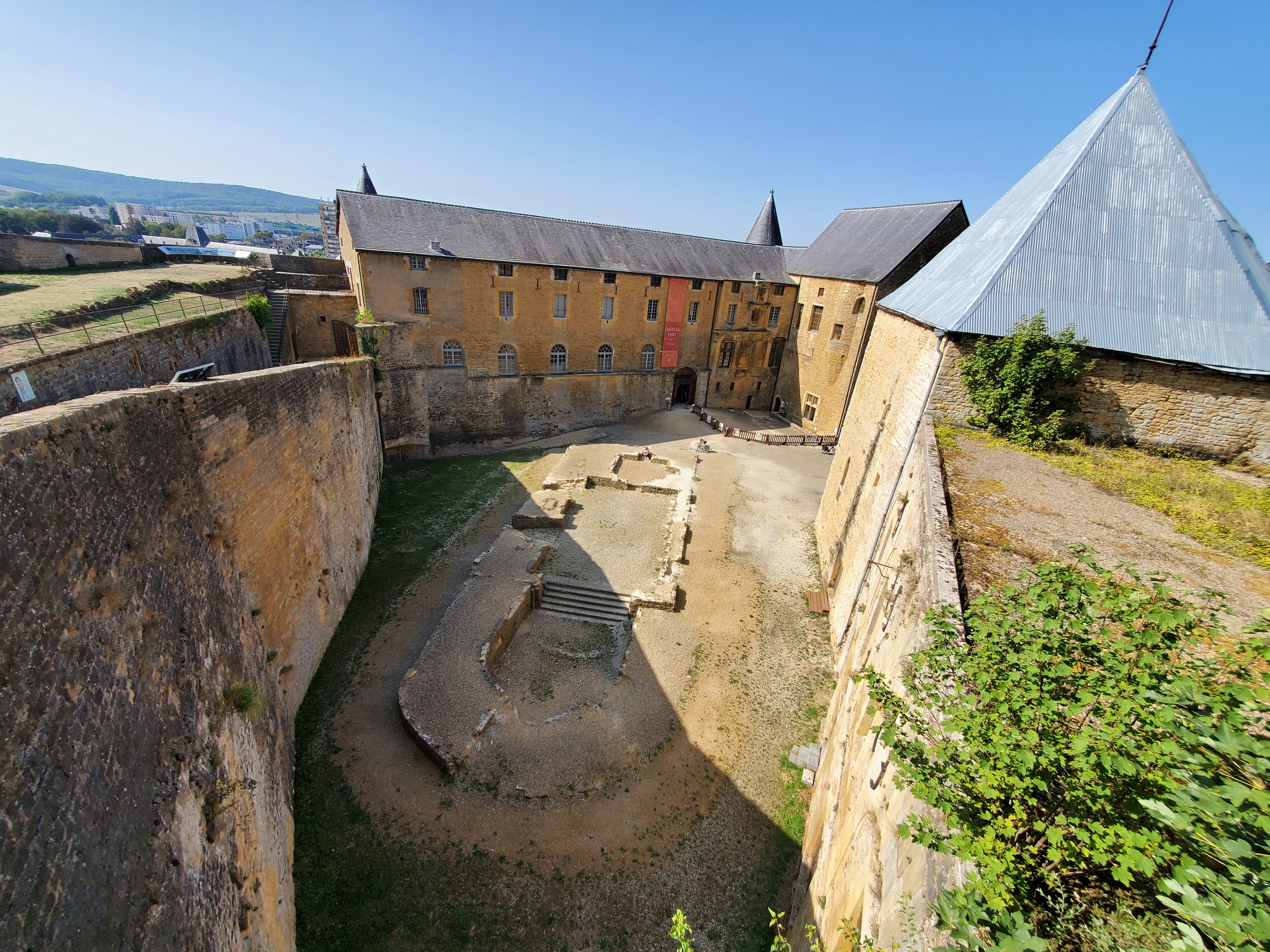
Cour de la Chapelle.
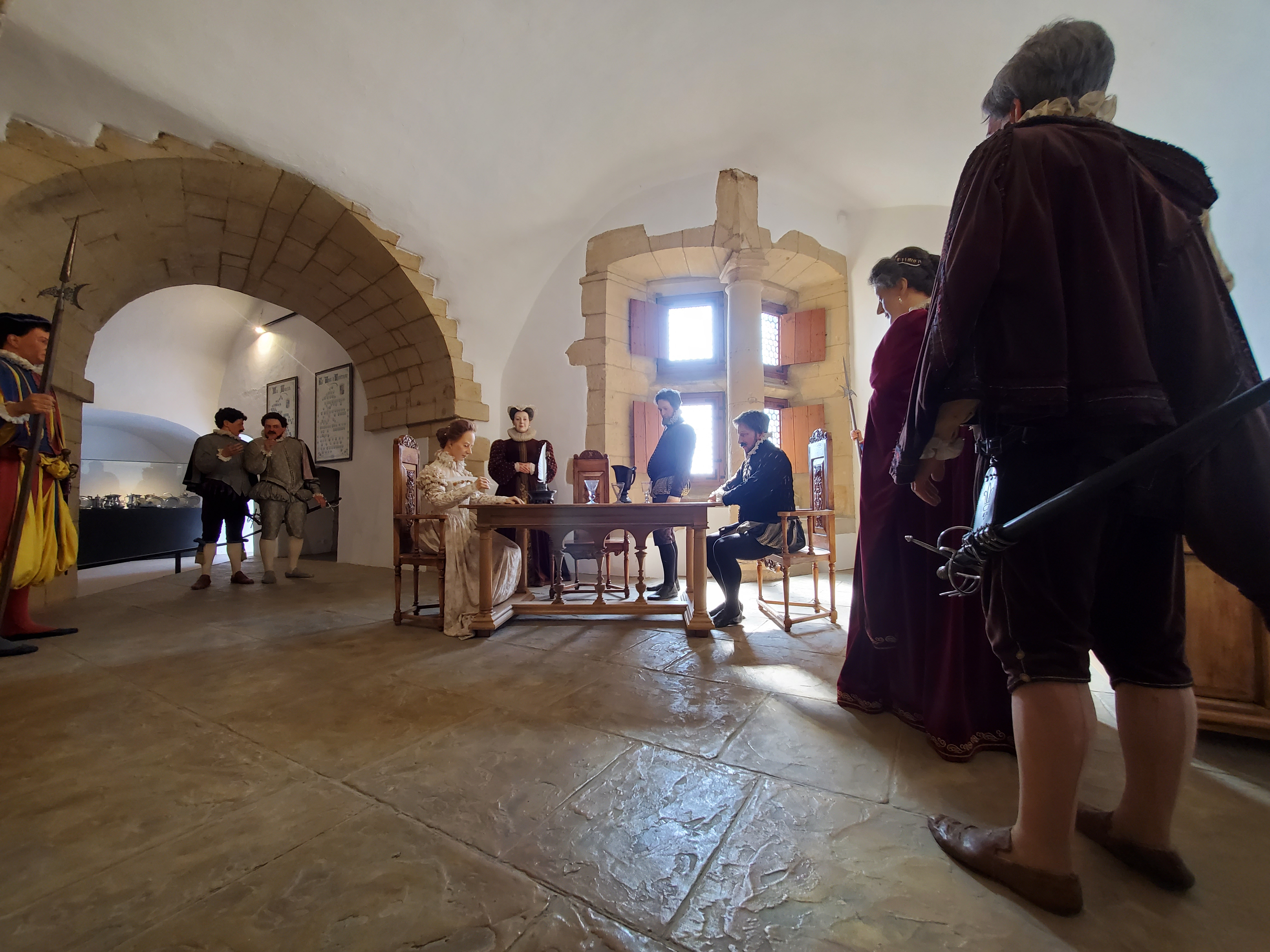
Salle à la colonne.
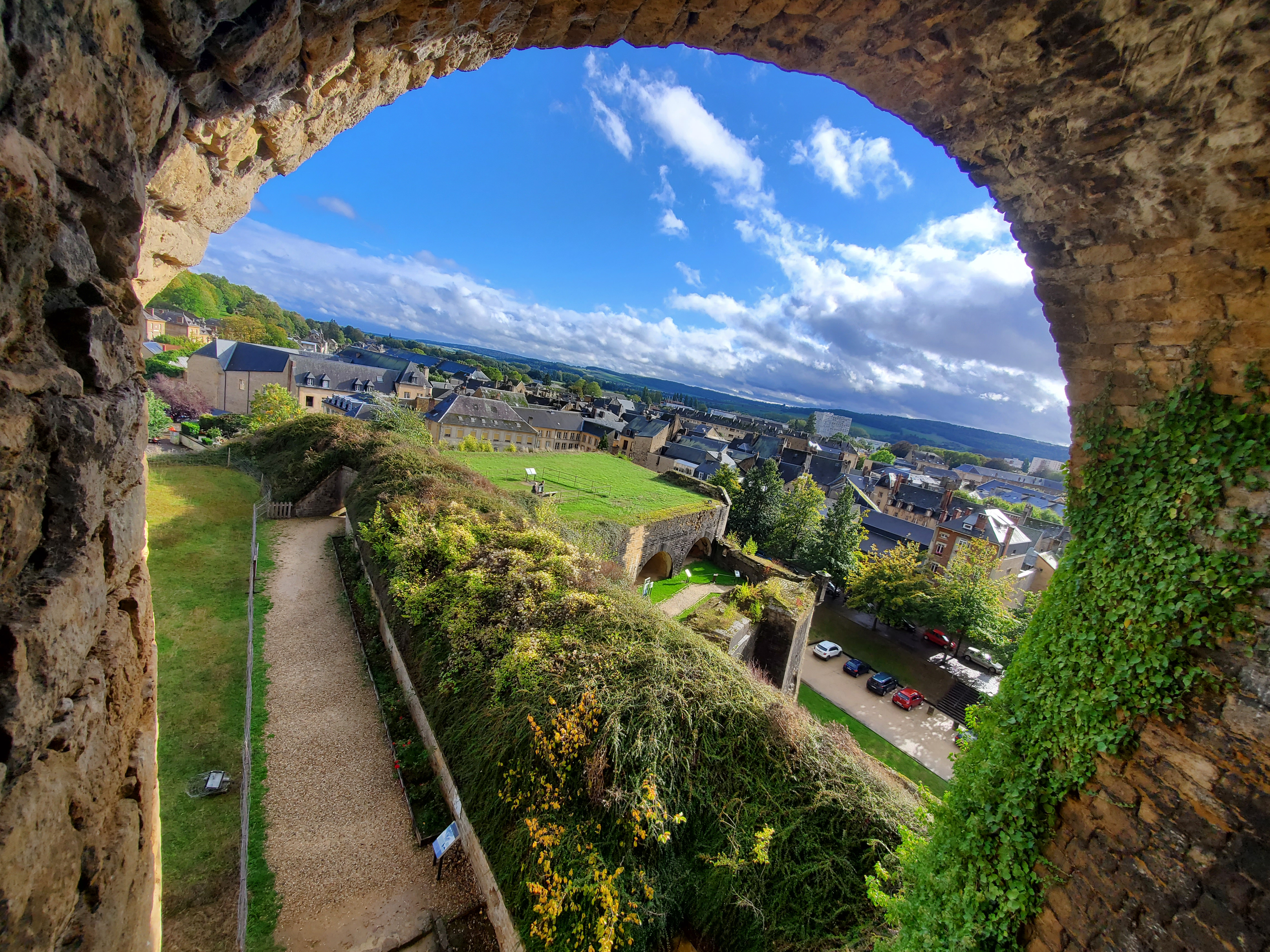
Vue depuis les tours jumelles.
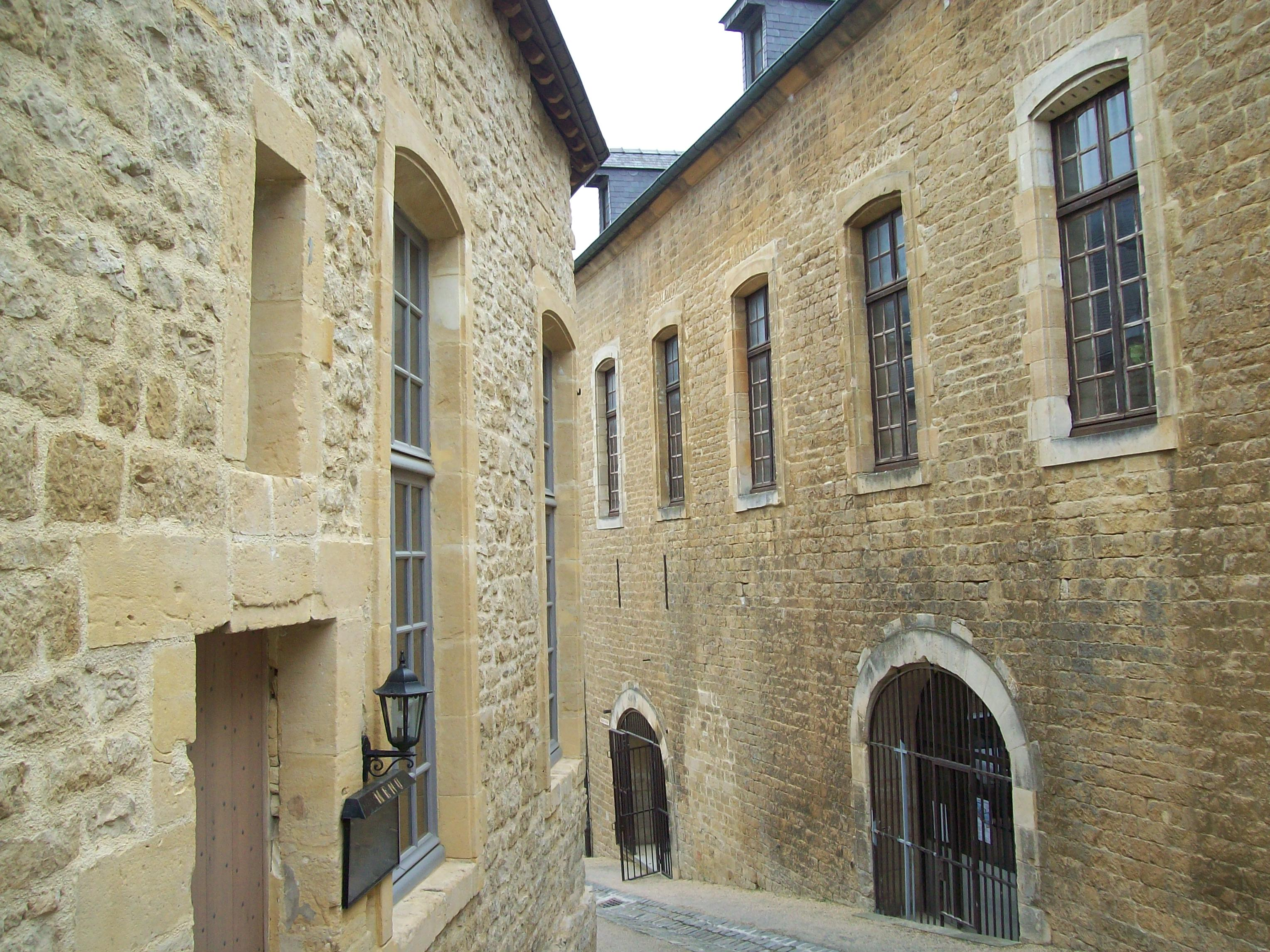
Chemin de ronde.
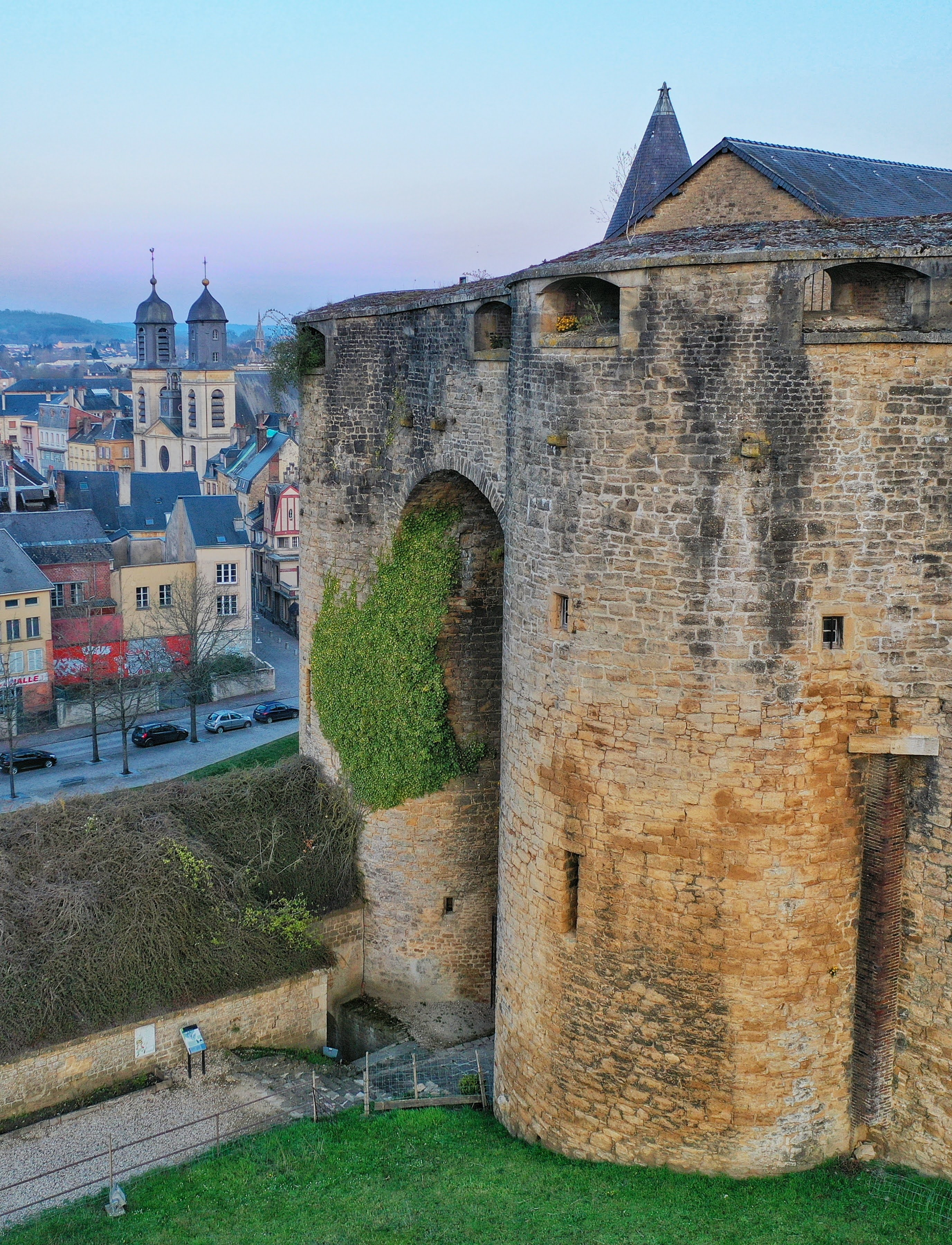
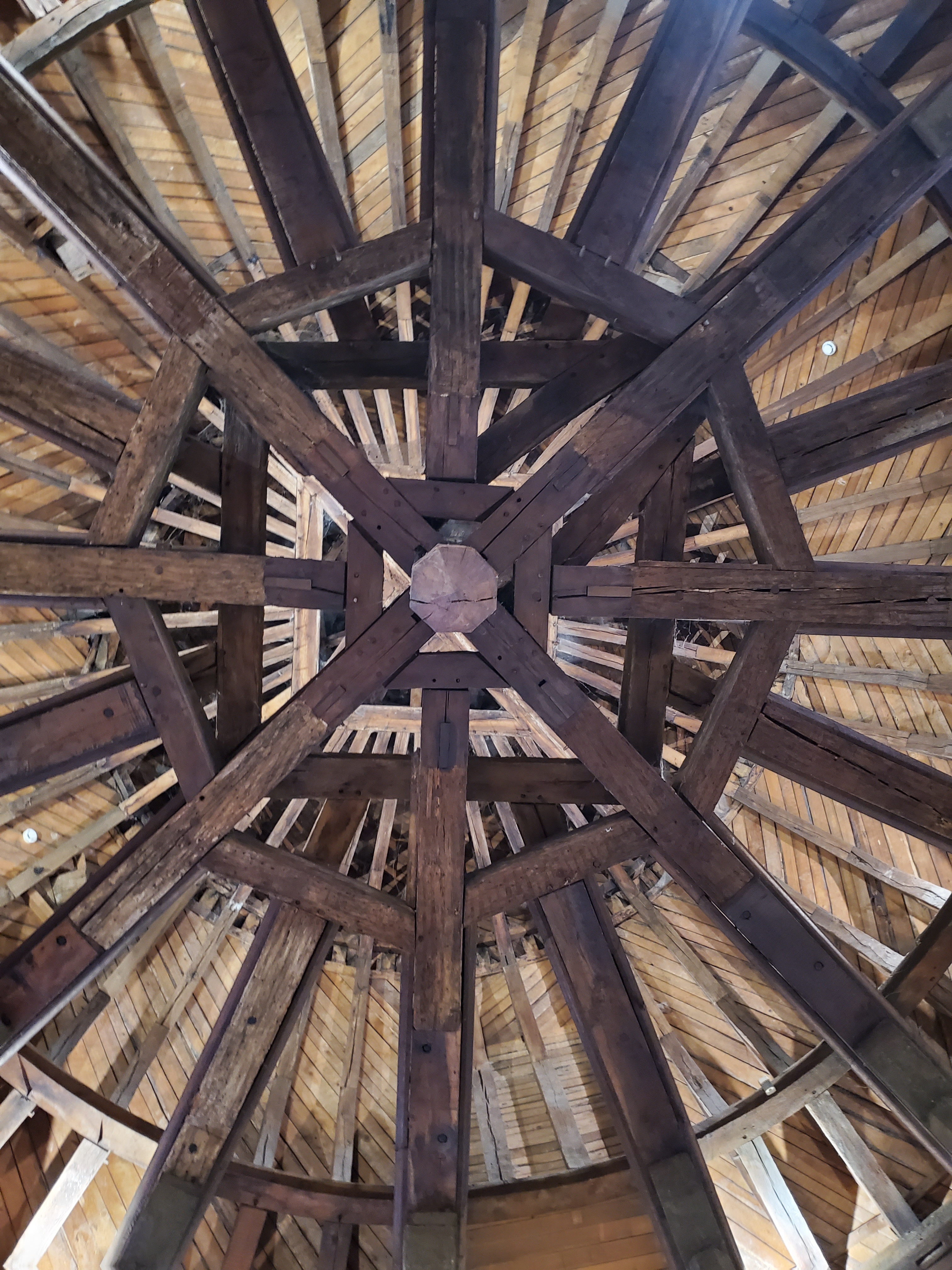
Charpente de la rotonde.
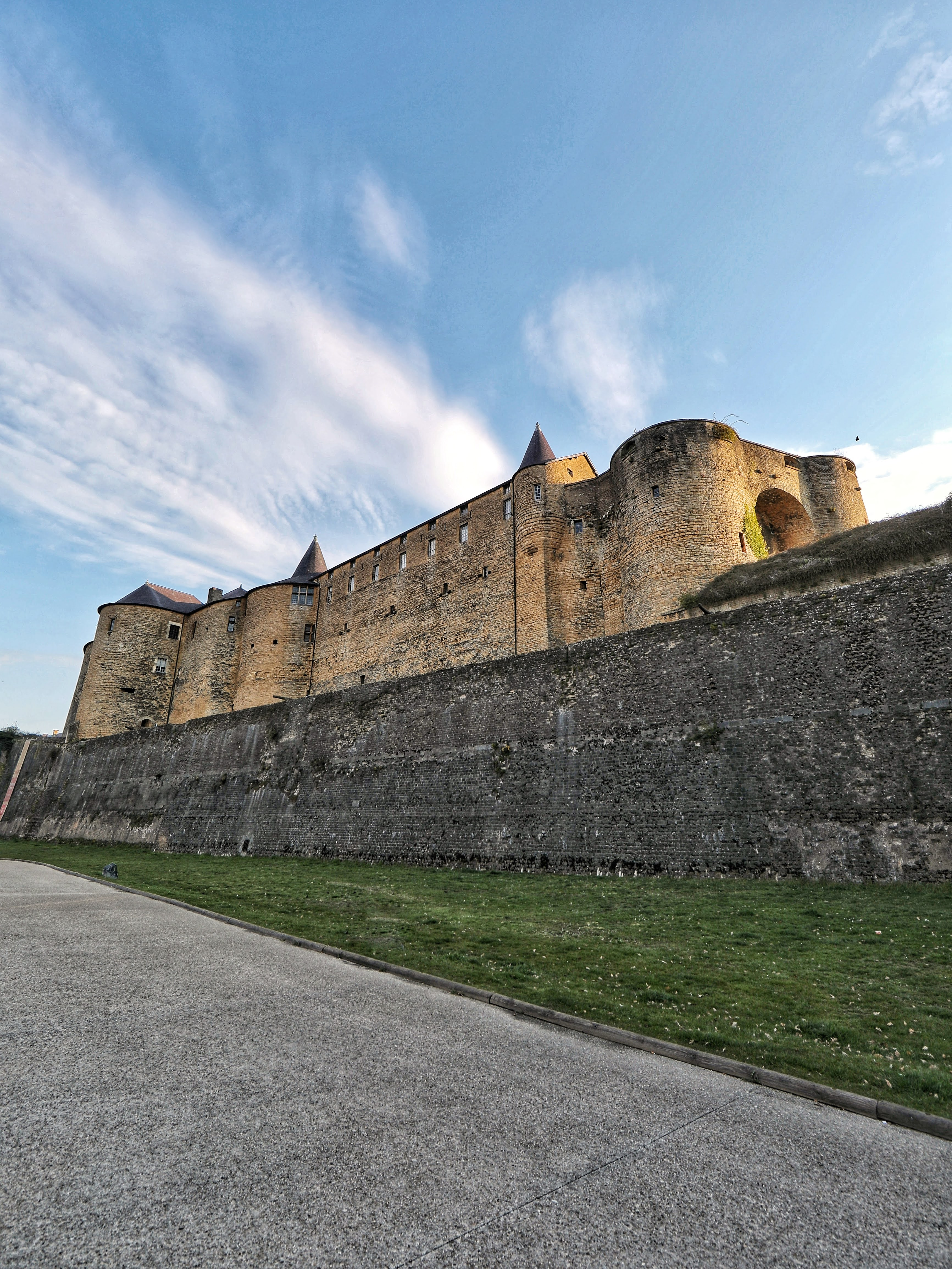
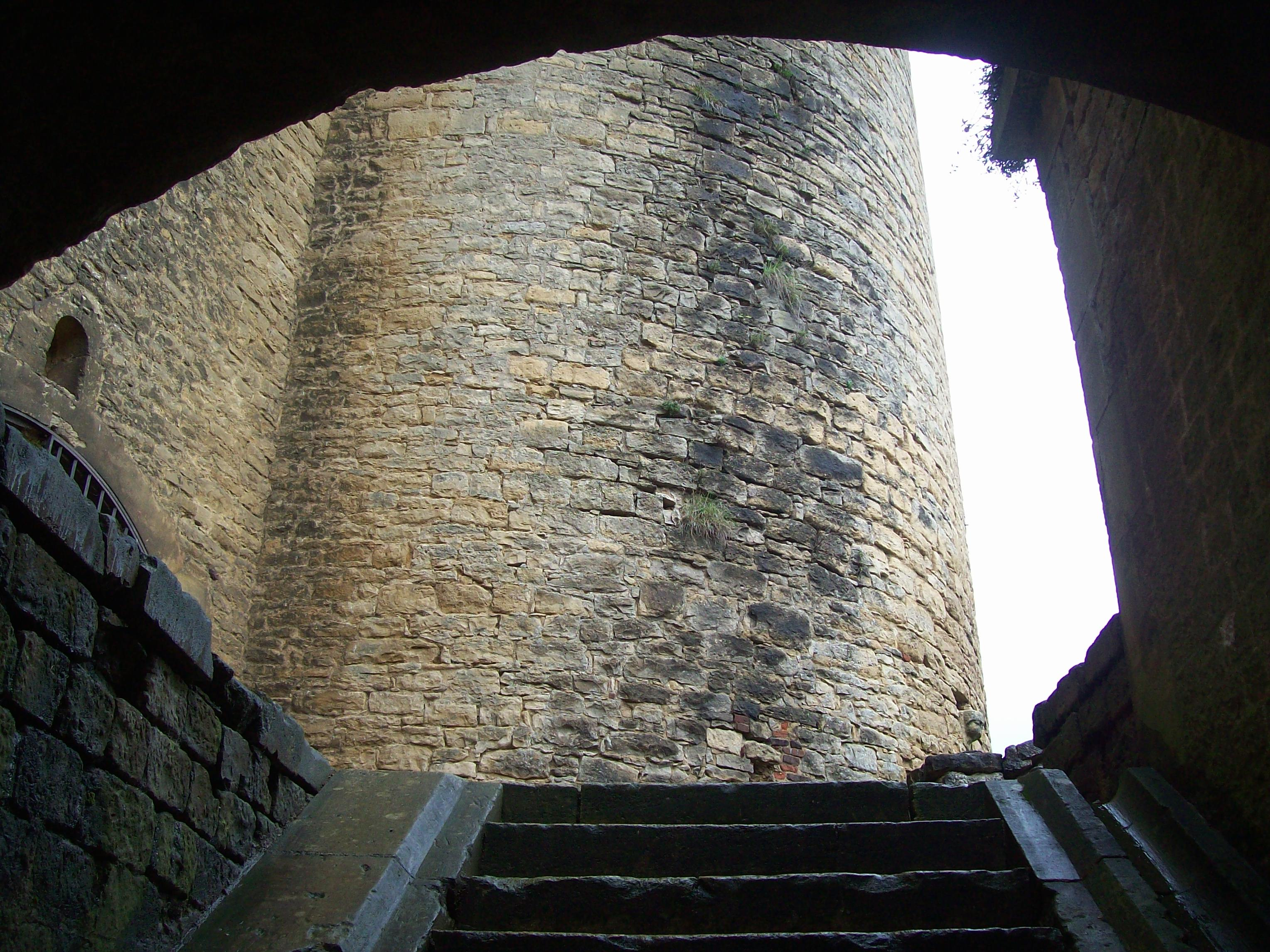
Escalier vers entrée primitive (tours jumelles).
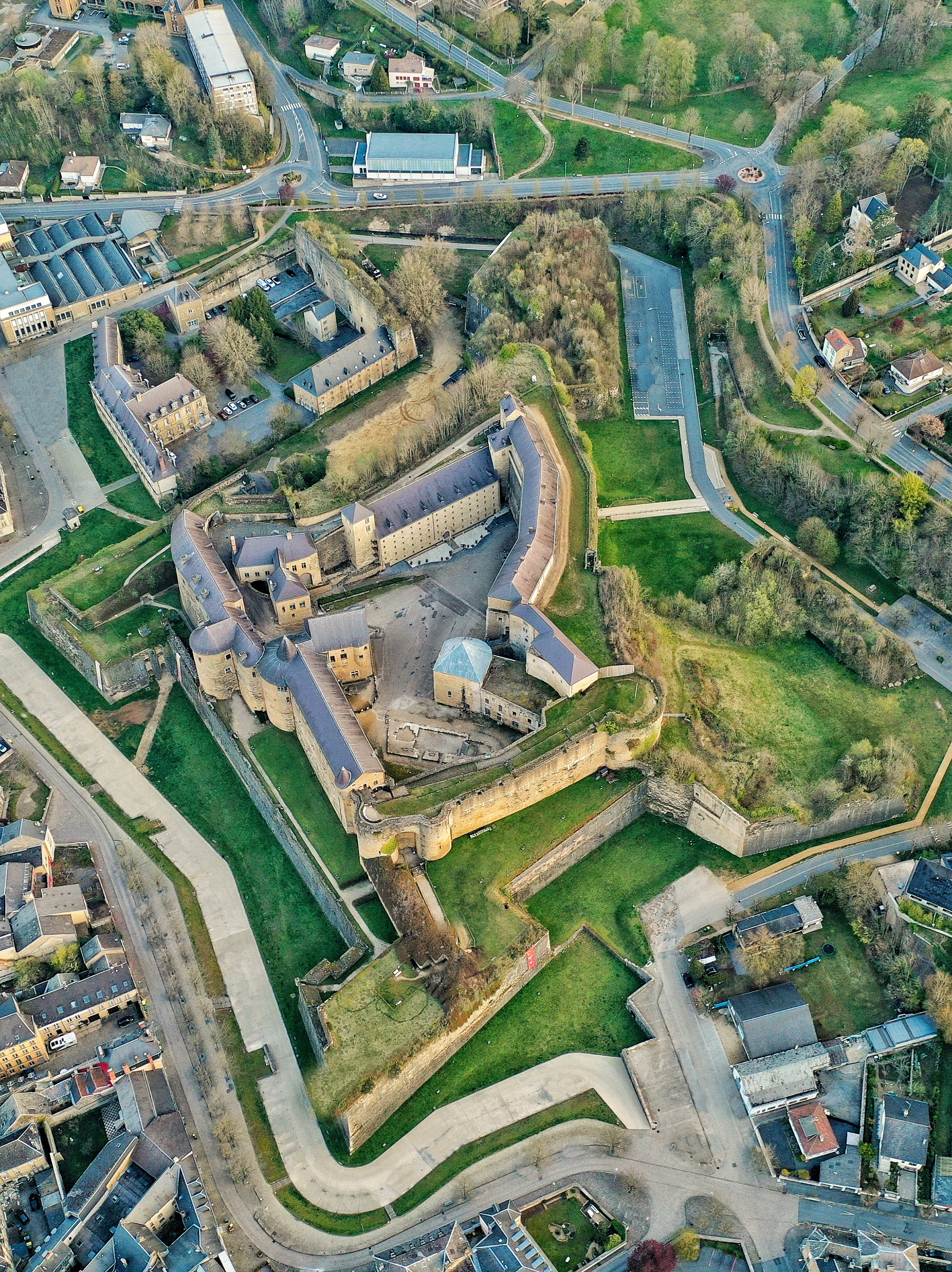
Vue aérienne du château de Sedan.

## Description
Le château de Sedan est une forteresse construite à partir de 1424 qui comporte quatre bastions défensifs construits au XVIe siècle, le bastion du Gouverneur, le bastion Fourchu, le bastion des Dames et le bastion du Roi. Le châtelet d'entrée comporte deux tours rondes qui étaient munies de hourds, d'une herse et d'une bretèche. L'ensemble de la forteresse est ceint de murs.
Le logis seigneurial et le logis de la garde datent d'avant le milieu du XVIe siècle. Au début du XVIIe siècle, Henri de la Tour d’Auvergne a fait construire le Palais des Princes, appelé aussi le château–bas, et a déserté le logis de la forteresse.
Le château possède sept étages et des murs de plus de 7 m de large (le mur le plus épais avoisine les 27 m de large). Les créneaux étaient pourvus de huchettes.
Avec 35 000 m2, il est parfois qualifié de plus grande forteresse d'origine médiévale d'Europe,.
En 2023, il a été désigné « monument préféré des Français » par le public d'une émission de France 3.

## Visite et événements
Le château fort de Sedan dispose d'un circuit de visite depuis l'année 1995 lorsque fut mis en place la visite Historium. Des mannequins de cire y furent placés, illustrant la vie au château à l'époque médiévale et au temps des princes. La scène la plus prestigieuse est celle du mariage de Charlotte de La Marck et Henri de La Tour d'Auvergne, placée dans le pavillon Renaissance.
Depuis le printemps 2012, le château-fort de Sedan connaît une nouvelle jeunesse. Il se dote de nouveaux circuits (Mille ans d'histoire, Principauté), de nouveaux panneaux, d'une nouvelle entrée dans la cour du château fort, d'une nouvelle salle multimédia, etc. L'édifice attire chaque année près de 60 000 visiteurs.
Le grand tournoi de chevalerie
Depuis une dizaine d'années[Depuis quand ?] le château-fort de Sedan accueille chaque été des spectacles de tournois de chevalerie réalisés par une troupe en majorité slovaque (Normani).
Le festival médiéval
Depuis 1996, le château-fort de Sedan accueille un festival médiéval de Sedan autour de la forteresse, le troisième week-end de mai. Succès populaire, près de 14 000 entrées payantes furent décomptées lors des dernières éditions.

Festival médiéval de 2011
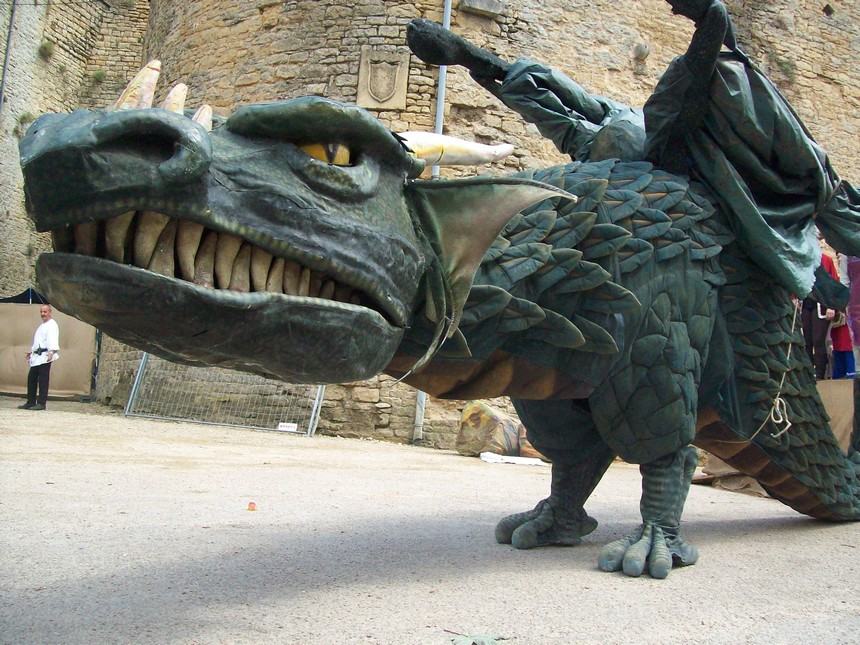
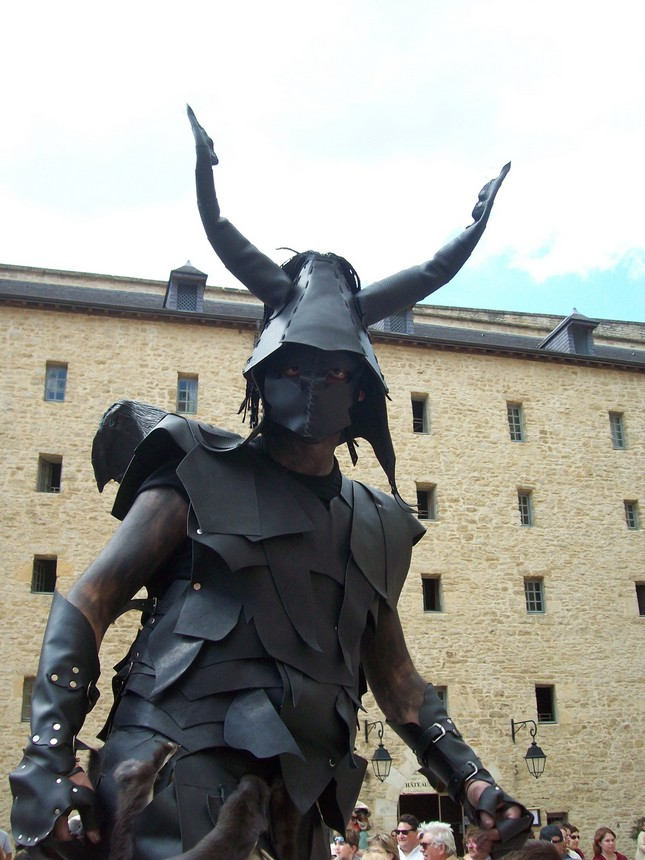
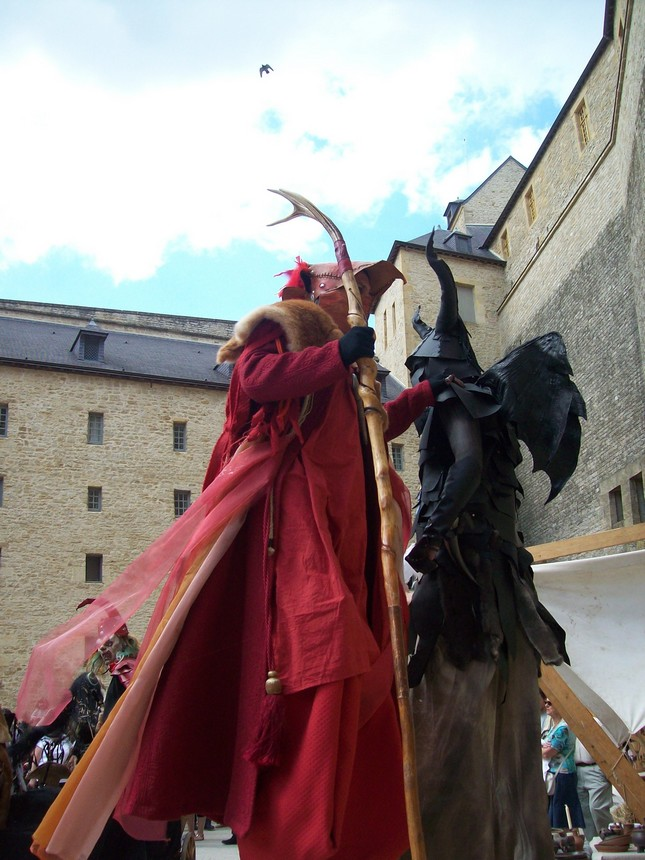
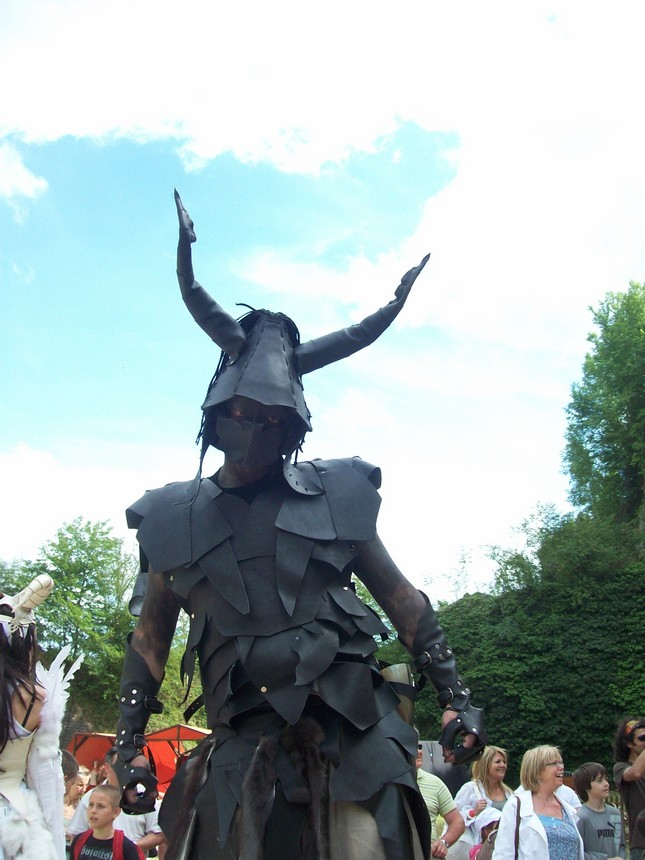
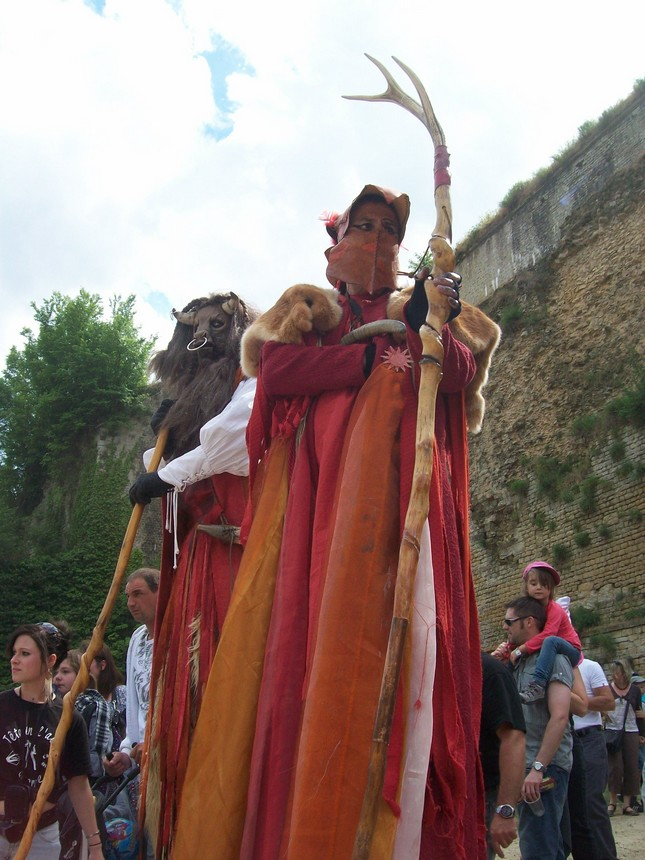

Visites nocturnes aux flambeaux
Chaque été des visites originales, puisqu'aux flambeaux, sont organisées les vendredis et samedis soir.